# Тихоній Африканський
Тихоній (Тиконій, Тіконій) Африканський (роки активності з 370 по 390 рік) — один із впливовіших теологів латинського християнства Північної Африки IV століття. Письменник-донатист, чия концепція Міста Божого вплинула на Аврелія Августина, який у свою чергу написав книгу на ту ж тему.

## Життя і вчення
Захищав більш поступливу форму донатизму, ніж Парменіан Карфагенський та імовірно вплинув на Аврелія Августина. Визнавав церкву за межами власної течії і відхилив повторне хрещення католиків. Парменіан написав проти нього листа, цитованого Августином. 
Майже все інше, що відомо про нього, міститься у Геннадія Массілійського:
«Тихоній Африканський був обізнаний у богослов'ї, досить освічений в історії, не був глупуватим у світських знаннях. Він написав книги „De bello intestino“ і „Expositiones diversarum causarum“ [це обидві апології донатистів], в яких на захист власної позиції цитуються стародавні синоди, з чого видно, що він належав до партії донатистів. Він склав вісім [мабуть сім] правил для розкриття сенсу Писання, які помістив в одну книгу. Він також пояснив весь Апокаліпсис Іоанна, розуміючи його у духовному сенсі, без плотського значення. У цьому поясненні він сказав, що тіло [людини] — це місце проживання ангела. Він заперечував ідею царства праведників на землі, що триватиме тисячу років після воскресіння. Він також не визнавав двох майбутніх воскресінь мертвих у плоті, одного з добрих і одного з поганих, але тільки одного з усіх, у якому воскреснуть також і порочні та потворні, так що жодна частина людського роду, колись жива душею, не згине. Він показав, що відмінність воскресіння дійсно полягає в тому, що ми повинні вірити в одкровення праведників зараз у цьому світі, коли виправдані вірою воскресають через хрещення від смерті гріха до нагороди вічного життя, а друге [воскресіння] — це загальне воскресіння всього тіла. Тихоній процвітав розумом і духом водночас, як і Тиранний Руфін; за царювання Феодосія I та його сина.» 
Крайніми можливими датами його життя вважаються 379 та 423 роки.

## Праці
Найвідомішою роботою Тіконія був його коментар до Одкровення, який був інтерпретований, як і Орігеном, майже повністю в духовному сенсі. Він стверджував, що в книзі зображено духовну суперечку щодо Царства Божого.  Цей твір втрачено, але його достатньо цитують Августин, Прімасій та Преподобний Беда і багато використовується у коментарях Бетата з Лієбани до Апокаліпсису, щоб мати можливість реконструювати його найважливіші частини.
Щоб окреслити свої загальні концепції, він виклав сім правил, які цитував і пояснював Августин у De doctrina christiana. Авторитет Авгузіна надавав їм великого значення протягом майже тисячі років на Заході.
1. "De domino et corpore ejus", тобто про Господа і Його тіло, або церкву.
2. "De domini corpore bipartitio", тобто "про двоєдине тіло Господа".
3. "De promissis et lege", "про обітниці та закон".
4. "De specie et genere", "про види та роді"; тобто, можна взяти у тексті вигляд й розтлумачити таким чином рід, щоб він прилягав до належного - дійти абстрактної думки від конкретної картини. (Це призводило до химерних, символічних або містичних тлумачень).
5. "De temporibus", або "Про часи", які розкривають містичний вимір часу в Біблії - частина часу, що означає ціле, як у випадку трьох днів між смертю та воскресінням Христа, або містичне значення чисел, особливо 7, 10 та 12.
6. "De recapitulatione", "про повторення", де йдеться, що в книзі Одкровення розповідь не є безперервною, але повторюється і проходить по тій самій землі під новими та різними символами.
7. "De diabolo et ejus corpore", "про сатану та його тіло", точна аналогія з Христом і Його тілом. Як Христос представлений у своїй Церкві, обраних, чи праведниках, так і сатана представлений у corpus malorum, лиходіях, чи тілі знедолених”.

- Фрум, Пророча віра наших батьків, том 1, сторінка 467

## Доктрина

### Homoousios
Тиконій захищав нікейське вчення про homoousios, заявляючи:
"[Зображуючи Сина] сидячим з [Отцем], він показує, що Син бере участь у силі Отця. Бо що інше означає, що Він сидить на престолі Отця, як не те, що Він з однієї і тієї ж матерії? Бо Бог Син могутній, який у Батьку перебуває скрізь і Своєю силою наповнює небо та землю”.

    - Коментар до Апокаліпсису 3.21